# Шеймов Віктор Іванович
Ві́ктор Іва́нович Ше́ймов (нар. 1946, Москва) — колишній майор Комітету державної безпеки СРСР; 1980 року втік у США.
Батько — полковник Радянської Армії, мати — лікар-стоматолог.
Навчався в московській 45-й середній школі, після її закінчення — в Московському вищому технічному училищі ім. Баумана, яке закінчив у 1971 році за спеціальністю «конструктор космічної техніки». Після закінчення МВТУ деякий час працював в одному з закритих московських науково-дослідних інститутів, беручи участь у роботах по створенню ракетних систем наведення.
Від 1971 — співробітник 8-го Головного управління КДБ СРСР (зв'язок, криптографія і шифрувальні служби). Був фахівцем з обслуговування технічних систем захисту інформації в радянських посольствах за кордоном і закордонної резидентури КДБ.
За наявними у відкритих публікаціях даними, в 1979 році в Варшаві ініціативно вступив в контакт зі співробітниками спецслужб США, а вже 15-16 травня 1980 року співробітникам ЦРУ вдалося вивезти В. І. Шеймова, його дружину та п'ятирічну дочку прямо з Москви.
Секретами Шеймова американці скористалися вже через два тижні. Під Москвою встановлено пристрій для перехоплення закритої інформації, яку передавали по кабелю зв'язку, завдяки чому п'ять років листування КДБ із зарубіжними резидентурами фактично було доступне розвідці США. Тільки в 1985 році пристрій виявлено і знешкоджено.
Довгий час вважалося, що сім'я Шеймових пропала безвісти, ставши жертвою нерозкритого злочину. Інформація про те, що вони можуть перебувати в США, просочилася в КДБ лише в 1985 році, а достовірне підтвердження цього факту Москва отримала лише в 1988 році.